# علي إلياس
علي إلياس حجي ناصر هو ابن إلياس حجي ناصر بابا شيخ الأب الروحي للديانة اليزيدية الأسبق وهو من مواليد 5  ديسمبر 1979، ولد في قضاء شيخان بمحافظة نينوى شمال العراق، اختير بابا شيخ أي أباً روحياً ومرجعاً أعلى للديانة اليزيدية في عموم العالم يوم 4 نوفمبر 2020، خلفاً لخرتو حاجي إسماعيل الذي توفي يوم في 1 تشرين الأول 2020.